# Campionatul Mondial de Fotbal 2010 — Grupa G
Articolul principal:Campionatul Mondial de Fotbal 2010
Meciurile în Grupa G a Campionatului Mondial de Fotbal 2010 s-au desfășurat între 15-25 iunie 2010. Grupa a fost formată din următoarele echipe: Brazilia, Coreea de Nord, Coasta de Fildeș, Portugalia. Grupa aceasta a fost considerată Grupa Morții.
Câștigătorii acestei grupe vor merge mai departe și vor juca cu locul 2 din Grupa H.
| Echipa           | M | V | E | Î | GM | GP | G   | Pct |
| ---------------- | - | - | - | - | -- | -- | --- | --- |
| Brazilia         | 3 | 2 | 1 | 0 | 5  | 2  | +3  | 7   |
| Portugalia       | 3 | 1 | 2 | 0 | 7  | 0  | +7  | 5   |
| Coasta de Fildeș | 3 | 1 | 1 | 1 | 4  | 3  | +1  | 4   |
| Coreea de Nord   | 3 | 0 | 0 | 3 | 1  | 12 | -11 | 0   |

## Coasta de Fildeș v Portugalia
| Coasta de Fildeș | 0 - 0   | Portugalia |
| ---------------- | ------- | ---------- |
|                  | Cronica |            |

| Coasta de Fildeș | Portugalia |

| COASTA DE FILDEȘ:   |    |                |     |     |
|                     |    |                |     |     |
| P                   | 1  | Boubacar Barry |     |     |
| F                   | 20 | Guy Demel      | 21' |     |
| F                   | 4  | Kolo Touré (c) |     |     |
| F                   | 5  | Didier Zokora  | 7'  |     |
| F                   | 17 | Siaka Tiéné    |     |     |
| M                   | 19 | Yaya Touré     |     |     |
| M                   | 21 | Emmanuel Eboué |     | 88' |
| M                   | 9  | Cheick Tioté   |     |     |
| M                   | 10 | Gervinho       |     | 82' |
| M                   | 8  | Salomon Kalou  |     | 65' |
| A                   | 15 | Aruna Dindane  |     |     |
| Schimbări:          |    |                |     |     |
| A                   | 11 | Didier Drogba  |     | 65' |
| M                   | 18 | Kader Keïta    |     | 82' |
| M                   | 13 | Romaric        |     | 88' |
| Antrenor:           |    |                |     |     |
| Sven-Göran Eriksson |    |                |     |     |

| PORTUGALIA:    |    |                       |     |     |
|                |    |                       |     |     |
| P              | 1  | Eduardo               |     |     |
| F              | 3  | Paulo Ferreira        |     |     |
| F              | 2  | Bruno Alves           |     |     |
| F              | 6  | Ricardo Carvalho      |     |     |
| F              | 23 | Fábio Coentrão        |     |     |
| M              | 8  | Pedro Mendes          |     |     |
| M              | 16 | Raul Meireles         |     | 85' |
| M              | 20 | Deco                  |     | 62' |
| M              | 7  | Cristiano Ronaldo (c) | 21' |     |
| M              | 10 | Danny                 |     | 55' |
| A              | 9  | Liédson               |     |     |
| Schimbări:     |    |                       |     |     |
| A              | 11 | Simão Sabrosa         |     | 55' |
| M              | 19 | Tiago                 |     | 62' |
| M              | 17 | Ruben Amorim          |     | 85' |
| Antrenor:      |    |                       |     |     |
| Carlos Queiroz |    |                       |     |     |

| Omul meciului: Cristiano Ronaldo Arbitrii asistențo: Pablo Fandino (Uruguay) Mauricio Espinosa (Uruguay) Arbitru de rezervă: Martín Vázquez (Uruguay) |

## Brazilia v Coreea de Nord
| Brazilia             | 2 – 1   | Coreea de Nord |
| -------------------- | ------- | -------------- |
| Maicon 55' Elano 72' | Cronica | Ji Yun-Nam 89' |

| Brazilia | Coreea de Nord |

| BRAZILIA:  |    |                |     |     |
|            |    |                |     |     |
| P          | 1  | Júlio César    |     |     |
| FD         | 2  | Maicon         |     |     |
| FC         | 3  | Lúcio (c)      |     |     |
| FC         | 4  | Juan           |     |     |
| FS         | 6  | Michel Bastos  |     |     |
| MD         | 8  | Gilberto Silva |     |     |
| MC         | 7  | Elano          |     | 73' |
| MC         | 5  | Felipe Melo    |     | 84' |
| MO         | 10 | Kaká           |     | 78' |
| AS         | 11 | Robinho        |     |     |
| A          | 9  | Luís Fabiano   |     |     |
| Schimbări: |    |                |     |     |
| F          | 13 | Daniel Alves   |     | 73' |
| A          | 21 | Nilmar         |     | 78' |
| M          | 18 | Ramires        | 88' | 84' |
| Antrenor:  |    |                |     |     |
| Dunga      |    |                |     |     |

| COREEA DE NORD: |    |                  |  |     |
|                 |    |                  |  |     |
| GK              | 1  | Ri Myong-Guk     |  |     |
| RB              | 2  | Cha Jong-Hyok    |  |     |
| CB              | 13 | Pak Chol-Jin     |  |     |
| CB              | 4  | Pak Nam-Chol     |  |     |
| LB              | 5  | Ri Kwang-Chon    |  |     |
| DM              | 3  | Ri Jun-Il        |  |     |
| RM              | 11 | Mun In-Guk       |  | 80' |
| LM              | 8  | Ji Yun-Nam       |  |     |
| SS              | 10 | Hong Yong-Jo (c) |  |     |
| SS              | 17 | Ahn Young-Hak    |  |     |
| CF              | 9  | Jong Tae-Se      |  |     |
| Schimbări:      |    |                  |  |     |
| FW              | 6  | Kim Kum-Il       |  | 80' |
| Antrenor:       |    |                  |  |     |
| Kim Jong-Hun    |    |                  |  |     |

| Omul meciului: Maicon Arbitrii asistenți: Gábor Erős (Ungaria) Tibor Vámos (Ungaria) Arbitru de rezervă: Subkhiddin Mohd Salleh (Malaysia) |

## Brazilia v Coasta de Fildeș
| Brazilia                        | 3 - 1   | Coasta de Fildeș |
| ------------------------------- | ------- | ---------------- |
| Luís Fabiano 25', 50' Elano 62' | Cronica | Drogba 79'       |

| Brazilia | Coasta de Fildeș |

| Brazilia:  |    |                |         |       |
|            |    |                |         |       |
| P          | 1  | Júlio César    |         |       |
| F          | 2  | Maicon         |         |       |
| F          | 3  | Lúcio (c)      |         |       |
| F          | 4  | Juan           |         |       |
| F          | 6  | Michel Bastos  |         |       |
| M          | 8  | Gilberto Silva |         |       |
| M          | 7  | Elano          |         | 67'   |
| M          | 5  | Felipe Melo    |         |       |
| M          | 10 | Kaká           | 85' 88' |       |
| A          | 11 | Robinho        |         | 90+3' |
| A          | 9  | Luís Fabiano   |         |       |
| Schimbări: |    |                |         |       |
| F          | 13 | Daniel Alves   |         | 67'   |
| M          | 18 | Ramires        |         | 90+3' |
| Antrenor:  |    |                |         |       |
| Dunga      |    |                |         |       |

| Coasta de Fildeș:   |    |                   |     |     |
|                     |    |                   |     |     |
| P                   | 1  | Boubacar Barry    |     |     |
| F                   | 20 | Guy Demel         |     |     |
| F                   | 4  | Kolo Touré        |     |     |
| F                   | 5  | Didier Zokora     |     |     |
| F                   | 17 | Siaka Tiéné       | 31' |     |
| M                   | 19 | Yaya Touré        |     |     |
| M                   | 21 | Emmanuel Eboué    |     | 72' |
| M                   | 9  | Ismael Tioté      | 86' |     |
| M                   | 15 | Aruna Dindane     |     | 54' |
| M                   | 8  | Salomon Kalou     |     | 68' |
| A                   | 11 | Didier Drogba (c) |     |     |
| Schimbări:          |    |                   |     |     |
| A                   | 10 | Gervinho          |     | 54' |
| M                   | 18 | Kader Keïta       | 75' | 68' |
| M                   | 13 | Romaric           |     | 72' |
| Antrenor:           |    |                   |     |     |
| Sven-Göran Eriksson |    |                   |     |     |

| Omul meciului: Luís Fabiano Arbitrii asistenți: Eric Dansault (Franța) Laurent Ugo (Franța) Arbitrul de rezervă: Subkhiddin Mohd Salleh (Malaysia) |

## Portugalia v Coreea de Nord
| Portugalia                                                               | 7 - 0   | Coreea de Nord |
| ------------------------------------------------------------------------ | ------- | -------------- |
| Meireles 29' Simão 53' Almeida 56' Tiago 60' 89' Liédson 81' Ronaldo 87' | Cronica |                |

| Portugalia | Coreea de Nord |

| Portugalia:    |    |                       |     |     |
|                |    |                       |     |     |
| P              | 1  | Eduardo               |     |     |
| F              | 13 | Miguel                |     |     |
| F              | 6  | Ricardo Carvalho      |     |     |
| F              | 2  | Bruno Alves           |     |     |
| F              | 23 | Fábio Coentrão        |     |     |
| M              | 8  | Pedro Mendes          | 38' |     |
| M              | 16 | Raul Meireles         |     | 70' |
| M              | 19 | Tiago                 |     |     |
| M              | 7  | Cristiano Ronaldo (c) |     |     |
| M              | 11 | Simão                 |     | 74' |
| A              | 18 | Hugo Almeida          | 70' | 77' |
| Schimbări:     |    |                       |     |     |
| M              | 14 | Miguel Veloso         |     | 70' |
| F              | 5  | Duda                  |     | 74' |
| A              | 9  | Liédson               |     | 77' |
| Antrenor:      |    |                       |     |     |
| Carlos Queiroz |    |                       |     |     |

| Coreea de Nord: |    |                  |     |     |
|                 |    |                  |     |     |
| P               | 1  | Ri Myong-Guk     |     |     |
| F               | 2  | Cha Jong-Hyok    |     | 75' |
| F               | 13 | Pak Chol-Jin     | 32' |     |
| F               | 3  | Ri Jun-Il        |     |     |
| F               | 8  | Ji Yun-Nam       |     |     |
| F               | 5  | Ri Kwang-Chon    |     |     |
| M               | 17 | An Yong-Hak      |     |     |
| M               | 11 | Mun In-Guk]      |     | 58' |
| M               | 4  | Pak Nam-Chol     |     | 58' |
| M               | 10 | Hong Yong-Jo (c) | 47' |     |
| A               | 9  | Jong Tae-Se      |     |     |
| Schimbări:      |    |                  |     |     |
| M               | 15 | Kim Yong-Jun     |     | 58' |
| A               | 6  | Kim Kum-Il       |     | 58' |
| F               | 16 | Nam Song-Chol    |     | 75' |
| Antrenor:       |    |                  |     |     |
| Kim Jong-Hun    |    |                  |     |     |

| Omul meciului: Cristiano Ronaldo Arbitrii asistenți: Eric Dansault (Franța) Laurent Ugo (Franța) Arbitrul de rezervă: Subkiddin Mohd Salleh (Malaesia) |

## Portugalia v Brazilia
| Portugalia | 0 – 0   | Brazilia |
| ---------- | ------- | -------- |
|            | Cronica |          |

| Portugal | Brazilia |

| PORTUGALIA:    |    |                       |     |     |
|                |    |                       |     |     |
| P              | 1  | Eduardo               |     |     |
| F              | 21 | Ricardo Costa         |     |     |
| F              | 6  | Ricardo Carvalho      |     |     |
| F              | 2  | Bruno Alves           |     |     |
| F              | 5  | Duda                  | 25' | 54' |
| M              | 15 | Pepe                  | 40' | 64' |
| M              | 19 | Tiago                 | 31' |     |
| M              | 16 | Raul Meireles         |     | 84' |
| M              | 10 | Danny                 |     |     |
| M              | 23 | Fábio Coentrão        | 45' |     |
| A              | 7  | Cristiano Ronaldo (c) |     |     |
| Schimbări:     |    |                       |     |     |
| M              | 11 | Simão                 |     | 54' |
| M              | 8  | Pedro Mendes          |     | 64' |
| M              | 14 | Miguel Veloso         |     | 84' |
| Antrenor:      |    |                       |     |     |
| Carlos Queiroz |    |                       |     |     |

| BRAZILIA:  |    |                |     |     |
|            |    |                |     |     |
| P          | 1  | Júlio César    |     |     |
| F          | 2  | Maicon         |     |     |
| F          | 3  | Lúcio (c)      |     |     |
| F          | 4  | Juan           | 25' |     |
| F          | 6  | Michel Bastos  |     |     |
| M          | 5  | Felipe Melo    | 43' | 44' |
| M          | 13 | Daniel Alves   |     |     |
| M          | 8  | Gilberto Silva |     |     |
| M          | 19 | Júlio Baptista |     | 82' |
| A          | 21 | Nilmar         |     |     |
| A          | 9  | Luís Fabiano   | 15' | 85' |
| Schimbări: |    |                |     |     |
| M          | 17 | Josué          |     | 44' |
| M          | 18 | Ramires        |     | 82' |
| A          | 23 | Grafite        |     | 85' |
| Antrenor:  |    |                |     |     |
| Dunga      |    |                |     |     |

| Omul meciului: · Cristiano Ronaldo (Portugalia) Arbitrii asistenți: · Héctor Vergara (Canada) · Marvin Torrentera (Mexic) · Arbitriu de rezervă: · Peter O'Leary (Noua Zeelandă) |

## Coreea de Nord v Coasta de Fildeș
| Coreea de Nord | 0 – 3   | Coasta de Fildeș                   |
| -------------- | ------- | ---------------------------------- |
|                | Cronica | Y. Touré 14' Romaric 20' Kalou 82' |

| Coreea de Nord | Coasta de Fildeș |

| COREEA DE NORD: |    |                  |  |     |
|                 |    |                  |  |     |
| P               | 1  | Ri Myong-Guk     |  |     |
| F               | 2  | Cha Jong-Hyok    |  |     |
| F               | 13 | Pak Chol-Jin     |  |     |
| F               | 3  | Ri Jun-Il        |  |     |
| F               | 8  | Ji Yun-Nam       |  |     |
| F               | 5  | Ri Kwang-Chon    |  |     |
| M               | 4  | Pak Nam-Chol     |  |     |
| M               | 17 | An Yong-Hak      |  |     |
| M               | 10 | Hong Yong-Jo (c) |  |     |
| M               | 11 | Mun In-Guk       |  | 67' |
| A               | 9  | Jong Tae-Se      |  |     |
| Schimbări:      |    |                  |  |     |
| A               | 12 | Choe Kum-Chol    |  | 67' |
| Antrenor:       |    |                  |  |     |
| Kim Jong-Hun    |    |                  |  |     |

| COASTA DE FILDEȘ:   |    |                   |  |     |
|                     |    |                   |  |     |
| P                   | 1  | Boubacar Barry    |  |     |
| F                   | 21 | Emmanuel Eboué    |  |     |
| F                   | 4  | Kolo Touré        |  |     |
| F                   | 5  | Didier Zokora     |  |     |
| F                   | 3  | Arthur Boka       |  |     |
| M                   | 19 | Yaya Touré        |  |     |
| M                   | 13 | Romaric           |  | 79' |
| M                   | 9  | Cheick Tioté      |  |     |
| M                   | 18 | Kader Keïta       |  | 64' |
| M                   | 10 | Gervinho          |  | 64' |
| A                   | 11 | Didier Drogba (c) |  |     |
| Schimbări:          |    |                   |  |     |
| A                   | 15 | Aruna Dindane     |  | 64' |
| A                   | 8  | Salomon Kalou     |  | 64' |
| A                   | 7  | Seydou Doumbia    |  | 79' |
| Antrenor:           |    |                   |  |     |
| Sven-Göran Eriksson |    |                   |  |     |

| Omul meciului: · Didier Drogba (Coasta de Fildeș) Arbitrii asistenți: · Fermín Martínez Ibánez (Spania) · Juan Carlos Yuste Jiménez (Spania) · Arbitrul de rezervă: · Massimo Busacca (Elveția) |